# میخائیل گروشوسکی
میخایلو هروشوسکی (اوکراینی: Михайло Сергійович Грушевський؛ ۲۹ سپتامبر ۱۸۶۶ – ۲۴ نوامبر ۱۹۳۴) آکادمیسین، تاریخ‌نگار اهل اوکراین یکی از مهمترین شخصیت‌های احیای ملی این کشور در اوایل قرن بیستم بود. او بزرگترین مورخ مدرن، برگزار کننده اصلی بورس تحصیلی، رهبر جنبش ملی اوکراین قبل از انقلاب، شورای مرکزی اوکراین (پارلمان انقلابی ۱۹۱۸–۱۹۱۷ در اوکراین) و یک شخصیت برجسته فرهنگی در SSR اوکراین در دهه ۱۹۲۰ بود.